# الغواصة الألمانية فئة يو 81
تايب 81 فئة من غواصات يو بنيت خلال الحرب العالمية الأولى للبحرية الإمبراطورية الألمانية. تعتبر الغواصة تايب 81 من الغواصات التي تحمل 12 طوربيدا ولها تسليح مختلف من مدافع السطح. لدى الغواصات من يو 81 إلى يو 83 مدفع سطح واحد من عيار 10.5 سنتيمتر (4.1 بوصة) قادر عى إطلاق 140-240 قذيفة.  زودت الغواصات يو 84 - يو 86 بمدفعين من عيار 8.8 سنتيمتر (3.5 بوصة). في عام 1917، تم زويد الغواصات يو 84 - يو 86 بمدفع واحد من عيار 10.5   سم واحد 8.8   بندقية سطح السفينة  وحمل 240 طلقة. 
حملوا طاقمًا مكونًا من أربعة ضباط و 31 رجلاً وكانت لديهم قدرات ممتازة على الإبحار لمسافات تصل إلى 11,220 ميل بحري (20,780 كـم؛ 12,910 ميل).  نقلت العديد من أسلحة غواصات تايب 81 والفئتين التاليتين للحرب العالمية الثانية لغواصات الفئة التاسعة عندما تمت أعمال التصميم بعد 20 عامًا. 
بالمقارنة مع الفئة السابقة تايب 63، كانت غواصات تايب 81 أطول ب1.7 متر، في حين ظل هيكل الضغط نفس الطول.  كانوا أسرع ب.3 عقدة (0.56 كم/س؛ 0.35 ميل/س)  على السطح، و.1 عقدة (0.19 كم/س؛ 0.12 ميل/س) أسرع في أثناء الغطس وتتمتع بمدى عملياتي أكبر بمقدار 1,030 ميل بحري (1,910 كـم؛ 1,190 ميل)     إلى 11200 NMI في 8 عقد. حملوا 12 طوربيدا بدلاً من 6، وبحلول عام 1917 زودت غواصات تايب 87 بمدفع سطح أكبر بعيار 10.5 سم  مقابل غواصات تايب 63 التي زودت بمدفع من عيار 8.8 سم. انخفض عدد الطاقم بنسبة 1 إلى 35. 
بالمقارنة مع غواصة تايب 87 مع غواصات تايب 81 التي كانت 4.26 متر (14.0 قدم)  أطول، لكنها أخف وزنا ب5 أطنان.  كان مداها أقل من 180 ميلاً، لكن سرعتها كانت 1.2 عقدة (2.2 كم/س؛ 1.4 ميل/س) أسرع على السطح و.5 عقدة (0.93 كم/س؛ 0.58 ميل/س)  أسرع وهي لمغمورة. كان الاختلاف الأكثر أهمية هو إضافة 4 طوربيدات وأنبوبين إضافيين لتايب 87. حصلت تايب 87 أيضا على فرد طاقم إضافي في الموخرة ورقم 36 مرة أخرى. 
أغرقت غواصات تايب 81 حوالي 3.537 في المائة من جميع سفن شحن التحالف خلال الحرب، ما مجموعه 454,484 طن. كما الحقت أضرار بـ 63,058، وأسرت 3,462 طن. 
| قارب    | غرقت   | التالفة | القبض | مجموع  |
| ------- | ------ | ------- | ----- | ------ |
| يو-81   | 88483  | 3481    |       | 91964  |
| يو-82   | 110160 | 6450    |       | 116610 |
| يو-83   | 32914  | 3207    |       | 36121  |
| يو-84   | 83127  | 42149   | 3462  | 128738 |
| يو-85   | 20225  | 7608    |       | 27883  |
| يو-86   | 119575 | 163     |       | 119738 |
| المجموع | 454484 | 63058   | 3462  | 517542 |

## روابط خارجية
- Helgason, Guðmundur. "WWI U-boat types: Type U 81" . القوارب الألمانية والنمساوية في الحرب العالمية الأولى - Kaiserliche Marine - Uboat.net . استرجاع 16 مارس 2015 .
- الحرب العالمية الأولى